# Ганг (Нью-Йорк)
Ганг (англ. Gang Mills) — переписна місцевість (CDP) в США, в окрузі Стубен штату Нью-Йорк. Населення — 4261 особа (2020).

## Географія
Ганг розташований за координатами 42°9′37″ пн. ш. 77°7′39″ зх. д. / 42.16028° пн. ш. 77.12750° зх. д. (42.160378, -77.127624).  За даними Бюро перепису населення США в 2010 році переписна місцевість мала площу 11,40 км², з яких 11,34 км² — суходіл та 0,06 км² — водойми.

## Демографія
Згідно з переписом 2010 року, у переписній місцевості мешкало 4185 осіб у 1594 домогосподарствах у складі 1088 родин. Густота населення становила 367 осіб/км².  Було 1700 помешкань (149/км²).
Расовий склад населення:
| - 80,5 % — білих - 13,3 % — азіатів - 3,7 % — чорних або афроамериканців - 0,3 % — корінних американців |

До двох чи більше рас належало 1,7 %. Частка іспаномовних становила 1,8 % від усіх жителів.
За віковим діапазоном населення розподілялося таким чином: 26,5 % — особи молодші 18 років, 57,8 % — особи у віці 18—64 років, 15,7 % — особи у віці 65 років та старші. Медіана віку мешканця становила 39,8 року. На 100 осіб жіночої статі у переписній місцевості припадало 95,1 чоловіків;  на 100 жінок у віці від 18 років та старших — 90,3 чоловіків також старших 18 років.
Середній дохід на одне домашнє господарство  становив 104 005 доларів США (медіана — 84 920), а середній дохід на одну сім'ю — 134 991 долар (медіана — 100 094). Медіана доходів становила 72 386 доларів для чоловіків та 34 301 долар для жінок. За межею бідності перебувало 7,9 % осіб, у тому числі 8,0 % дітей у віці до 18 років та 4,9 % осіб у віці 65 років та старших.
Цивільне працевлаштоване населення становило 2258 осіб. Основні галузі зайнятості: виробництво — 35,3 %, освіта, охорона здоров'я та соціальна допомога — 20,6 %, науковці, спеціалісти, менеджери — 14,0 %, мистецтво, розваги та відпочинок — 9,0 %.